# 哈里·维尔纳·施托尔茨
哈里·维尔纳·施托尔茨（德語：Harry Werner Storz，1904年3月3日—1982年8月13日），德国男子田径运动员。他曾代表德国参加1928年夏季奥林匹克运动会田径比赛，获得男子4×400米接力银牌。